# Hejdlov
Hejdlov je malá vesnice, část obce Chvalšiny v okrese Český Krumlov. Nachází se asi 3,5 km na východ od Chvalšin a asi 2,3 km severovýchodně od Červeného Dvora. Je zde evidováno 14 adres.
Hejdlov leží v katastrálním území Chvalšiny o výměře 20,13 km².

## Historie
První písemná zmínka o vesnici pochází z roku 1789. Prvním osadníkem Hejdlova (1653) byl jistý Kaspar Hödl z Borové (odtud i původ německého názvu Hödl im Wald, Hödlwald). Do roku 1840 spadala obec katastrem pod Borovou. Od roku 1840 přešel Hödlwald pod Chvalšiny. Rodina Hödlových žila na statku čp. 1 až do roku 1945.

## Pamětihodnosti
- Přírodní památka Hejdlovský potok
- Hejdlovská lípa, památný strom, v údolí Hejdlovského potoka, pod stavením čp. 12